# Chant blanc
Le chant blanc (ukrainien : білий спів, polonais : biały śpiew) est une appellation contemporaine, souvent employée en Europe de l'Est, d'un style de chant traditionnel et populaire.

## Technique
Reposant sur l'ouverture de la gorge et un volume de chant libre, le chant blanc s'étend sur différents registres et peut dans certains cas s'assimiler à un cri contrôlé. Cette ouverture du corps permet au chant d'utiliser pleinement la capacité de résonance naturelle des os, du cartilage aryténoïde, du crâne, de la gorge et de la cage thoracique, donnant à cette technique sa vivacité et clarté sonore typique.

## Origines et utilisations
Ce style de chant est utilisé depuis les temps anciens de l’ère païenne parmi les populations rurales d’Europe centrale et orientale, prenant ses origines dans les airs chantés à pleine voix des travailleurs agricoles dans les champs mais aussi associés avec la nature (rivières, oiseaux, la pluie…), employés dans le développement de relations sociales intra et intercommunautaires, ou  lors des événements et rituels familiaux (mariages, funérailles, etc.). Ces chants étaient à l’origine considérés comme ayant des propriétés magiques pouvant influencer la nature afin de favoriser les communautés ou protéger des sorts.
Bien que le chant blanc soit un style fort et parfaitement adapté au chant a cappella, il est aussi commun de l’entendre accompagné de certains instruments tels la vielle à roue ou le kuvytsi. Ce style est encore utilisé de façon contemporaine par certains groupes  tels que Go_A, Drevo (Ukraine), The Bulgarian Voices – Angelite (Bulgarie), Svetlana Spajić (Serbie), Trys Keturios (Lithuanie), Południce, Percival et Werchowyna (Pologne), Narodnyj Prazdnik (Russie) et GUDA (Biélorussie)

## Différences géographiques
Les chants blancs d’Ukraine, de Lituanie, de Biélorussie, de Russie, de Pologne et de Bulgarie sont généralement polyphoniques tandis que ceux provenant de Tchéquie, et de Slovaquie ont des tendances plus monodiques.